# (31353) 1998 TE
1998 تي إي (ويعرف أيضًا باسم (31353) 1998 تي إي وفق تسمية الكوكب الصغير) (بالإنجليزية: 1998 TE)‏ هو كويكب ضمن حزام الكويكبات؛ وترتيبه 31353 من حيث الاكتشاف.
اكتُشف هذا الجُرم الفلكي بواسطة تيتسوؤو كاغاوا في 2 أكتوبر 1998.

## وصلات خارجية
- (31353) 1998 TE في قاعدة بيانات مختبر الدفع النفاث لأجرام النظام الشمسي الصغيرة

- الاكتشاف · مخطط المدار ·  العناصر المدارية · المعلمات المادية

- (31353) 1998 TE على موقع ويكي سكاي: DSS2, SDSS, GALEX, IRAS, Hydrogen α, X-Ray, Astrophoto, Sky Map, Articles and images